# Lino Červar
Lino Červar [ˈliːnɔ ˈtʃɛrʋar] (* 22. September 1950 in Delići, Općina Vrsar, Volksrepublik Kroatien, Föderative Volksrepublik Jugoslawien) ist ein Handballtrainer aus Kroatien und Abgeordneter im kroatischen Parlament (Sabor). Er war langjähriger Trainer der kroatischen Männer-Handballnationalmannschaft. Im Juli 2010 trat er als Nationaltrainer zurück. Ab 2009 trainierte er die mazedonische Mannschaft RK Metalurg Skopje. Von 2016 bis März 2017 trainierte er zusätzlich die mazedonische Männer-Handballnationalmannschaft. Am 18. März 2017 wurde Červar erneut zum Trainer der kroatischen Männer-Handballnationalmannschaft berufen. Nachdem Kroatien bei der Weltmeisterschaft 2021 nicht das Viertelfinale erreicht hatte, trat er von seinem Posten ab.

## Leben
Červar schloss in Pula die pädagogische Akademie ab. Er ist seit dem 22. Dezember 2003 parlamentarischer Abgeordneter der Kroatischen Demokratischen Union (HDZ). Seit Dezember 2012 besitzt er auch die mazedonische Staatsbürgerschaft.

## Erfolge

### Verein
Mit dem RK Zagreb gewann Lino Červar 2001 und 2002 die kroatische Premijer Liga. Mit Papillon Conversano wurde er 2003 italienischer Meister und Pokalsieger. Bei seiner Rückkehr nach Zagreb gewann er von 2005 bis 2009 in jedem Jahr das Double. Im EHF-Europapokal der Pokalsieger 2004/05 unterlag er erst im Finale Ademar León. Ab 2009 trainierte er den aufstrebenden mazedonischen Verein RK Metalurg Skopje. Dort holte er 2010, 2011, 2012 und 2014 die Meisterschaft sowie 2010 und 2011 den Pokal. Er führte Metalurg in der EHF Champions League 2012/13 und 2013/14 ins Viertelfinale. Ab dem Sommer 2018 bis zum Jahresende 2018 trainierte er erneut RK Zagreb.

### Nationalmannschaft
Als Trainer der Italienischen Nationalmannschaft qualifizierte sich Červar für die Handball-Weltmeisterschaft der Männer 1997 in Japan und die Handball-Europameisterschaft 1998 in Italien. Er gewann mit der kroatischen Nationalmannschaft im Handball die Weltmeisterschaft 2003 in Portugal und führte Kroatien einmal zu Gold bei den Olympischen Spielen in Athen 2004. Wegen seiner Erfolge, bekam er den Spitznamen „Mago di Umago“ (Der Magier von Umag). Im Finale der Weltmeisterschaft 2005 in Tunesien unterlag man den Spaniern und wurde Vize-Weltmeister. Bei der Europameisterschaft 2008 in Norwegen verlor Kroatien knapp gegen Dänemark und wurde Vize-Europameister. Zu der Heim-Weltmeisterschaft in Kroatien schaffte er es wieder nicht, mit seiner Mannschaft den Weltmeister-Titel zu holen. Er verlor mit seinem Team das Finale gegen Frankreich mit 24:19. Bei der Europameisterschaft 2010 in Österreich musste sich seine Mannschaft wiederum im Finale Frankreich geschlagen geben.